# Băbească neagră

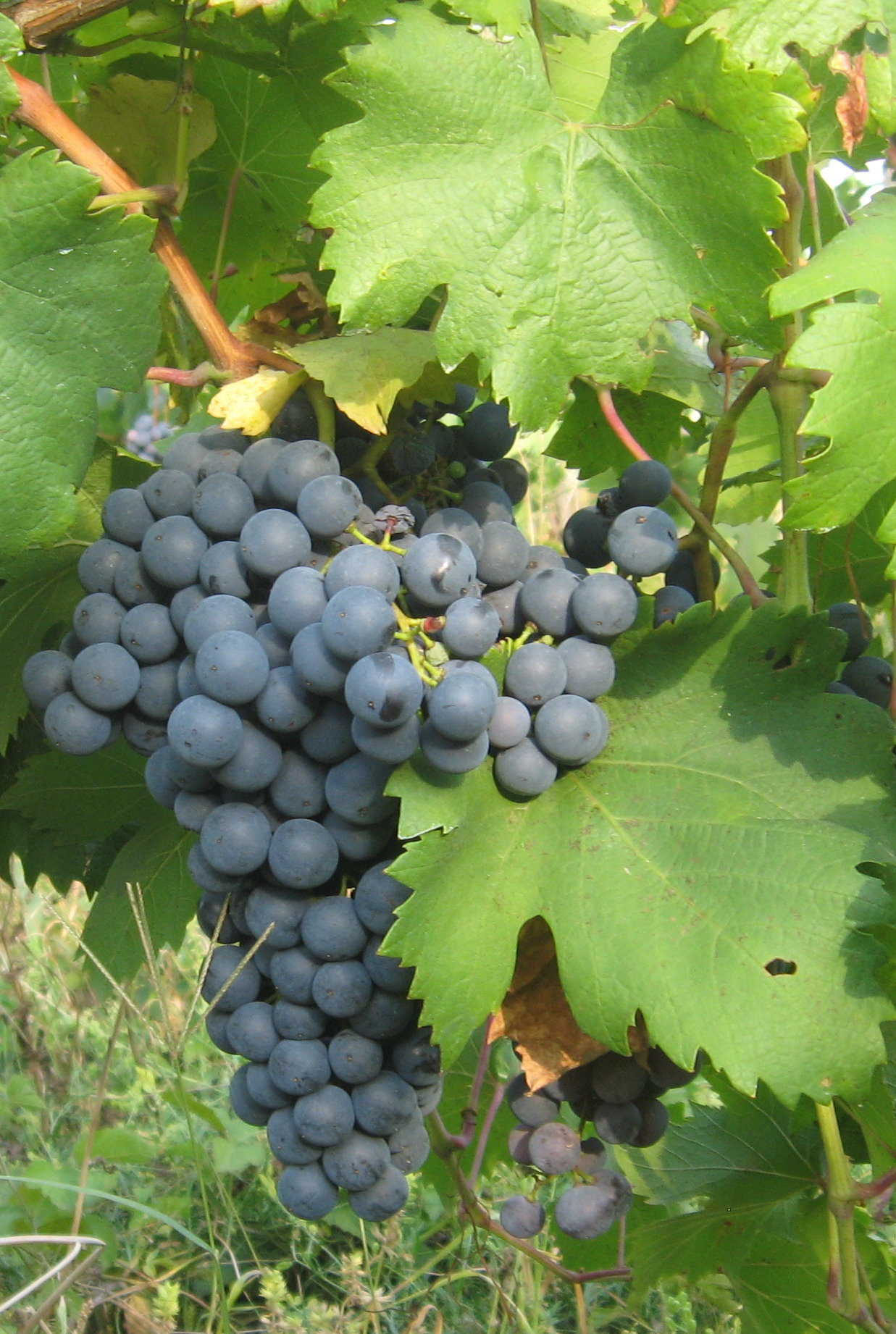
Strugure de Băbească Neagră.

Băbeasca neagră este un soi românesc de struguri de vin. În 2022 vinul Negre 2017, un cupaj de Fetească neagră (51%) și Băbească neagră, produs în podgoria Valul lui Traian (Tigheci, Leova), a fost desemnat cel mai bun vin roșu din lume.

## Sinonime

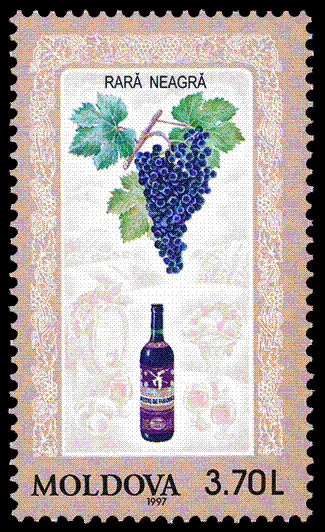
Soiul Rară Neagră ilustrat pe un timbru poștal din Republica Moldova

De-a lungul timpurilor și în diferite podgorii, Băbeasca neagră a avut mai multe sinonime, fapt ce a dus la grave confuzii privind identitatea soiului. Era cunoscut sub numele de Crăcană la Odobești și la pepiniera principelui Barbu Știrbei de la Drăgășani, Crangană la Panciu, Căldărușe sau Căldărușă la Iași, Rășchirată, Crăcănată, Neagră băbească în alte podgorii românești. La Chișinău, Bucovăț (Lăpușna) și de-a lungul Nistrului este cunoscută sub numele de Rară neagră.. În jurul anului 1950 denumirea de Băbească neagră, așa cum se vindea la pepiniera Istrița (Buzău), s-a generalizat în toată România. Denumirea Rară neagră se mai păstrează doar în Republica Moldova. În Ucraina și în Statele Unite este cunoscut sub numele de Sereksia/Sereksiya.

## Istorie
Rezultat al selecției populare, se presupune că vechimea lui este din perioada geto-dacilor. La începutul secolului XVII, vinul roșu de Nicorești (din soiul Băbească neagră) era elogiat de cardinalul Franței, Richelieu.

## Descriere
Strugurii sunt rămuroși, cu boabe de mărime mijlocie, rotunde, puțin turtite, de culoare neagră-albăstruie. Ajunge la maturitate deplină în a doua jumătate a lunii septembrie. Este un soi foarte productiv asigurând frecvent o producție de 13-18 tone/ha, iar în unii ani chiar 25 tone/ha. Strugurii acumulează peste 180g/l zaharuri ajungând chiar la 210-220 g/l. 
Vinurile obținute au o tărie alcoolică de 10-11,5% și o aciditate totală de peste 5-6 g/l mult mai ridicată față de alte vinuri roșii conferind vinului o prospețime accentuată. În primul an, culoarea vinului este roșu-rubiniu nu prea intens, dar vie și strălucitoare. Dezvoltă o aromă specifică asemănătoare strugurilor copți din care provin.
Vinurile din Băbească neagră sunt vinuri ușoare, mai puțin extractive, care se servesc la o temperatură de 10-15 °C. Se consumă de preferință la preparate din carne - pui fript sau la cuptor, frigărui, cotlet de miel sau friptură de vițel.
Datorită conținutului moderat de alcool și acidității ridicate, vinurile din Băbească neagră se pretează pentru obținerea unor vinuri spumante roze și roșii, unice ca gust și aromă.

## Zone cultivate
În România, soiul este cultivat în special în podgoria Nicorești, dar și în Odobești, Cotești și Panciu, iar în Republica Moldova, în podgoria Purcari. De asemenea, este cultivat în Ucraina și Statele Unite (zona viticolă Finger Lakes din statul New York). Suprafața globală ocupată cu acest soi este de aproximativ 2.300 ha.